# エリーザベト・フォン・ヘッセン＝ダルムシュタット
エリーザベト・フォン・ヘッセン＝ダルムシュタット（ドイツ語: Elisabeth Marie Alice Viktoria von Hessen und bei Rhein, 1895年3月11日 - 1903年11月16日）は、ドイツのヘッセン＝ダルムシュタット大公家の大公女。
ヘッセン大公エルンスト・ルートヴィヒと最初の妻ザクセン＝コーブルク＝ゴータ公女ヴィクトリア・メリタの第1子、長女。ヴィクトリア女王の曾孫の1人。腸チフスにより8歳で夭折した。

## 出生

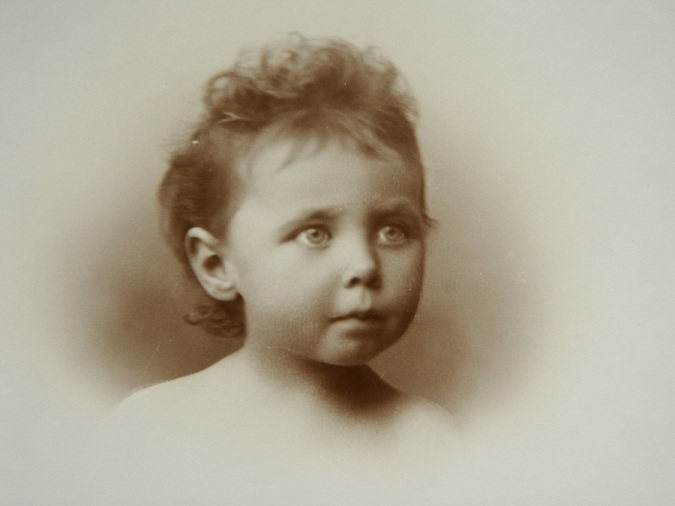
1896年、エリーザベト

ヘッセン大公エルンスト・ルートヴィヒとヴィクトリア・メリタ（ザクセン＝コーブルク＝ゴータ公女）の長女として生まれる。全名は、エリーザベト・マリー・アリーツェ・ヴィクトリアで、エリーザベトは、父方の曾祖母エリーザベトに因む。当初、ヴィクトリア女王はエリーザベトの祖母に当たるアリス王女と同じ名前を付けることを望んだが、エルンスト大公はエリーザベトと名付けた。伯母エリザヴェータと同じく「エラ」という愛称で親しまれた。乳母であるウィルソン嬢からは「私の赤ちゃん」（my baby）と呼ばれ、家族の中でとりわけ父エルンスト大公から溺愛された。
両親は従兄妹同士であり、ヴィクトリア女王の勧めで結婚したが、結婚生活は不幸なものであった。ヴィクトリア・メリタは、エリーザベトを愛していたが、エルンスト大公の愛情には遠く及ばなかった。後に、大公はエリーザベトのためにプレイハウスを建てた。大人はプレイハウスに入ることを禁じられていたため、「元気いっぱいの子供たちが遊びをやめて出てくるのを待ちながら、外でイライラしながら行ったり来たりしている王室の乳母や家庭教師の姿が見られた」という。

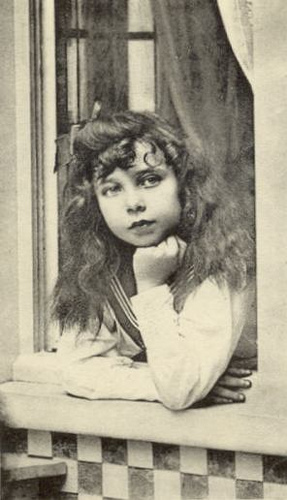
1902年、プレイハウスにいるエリーザベト

## 幼少期

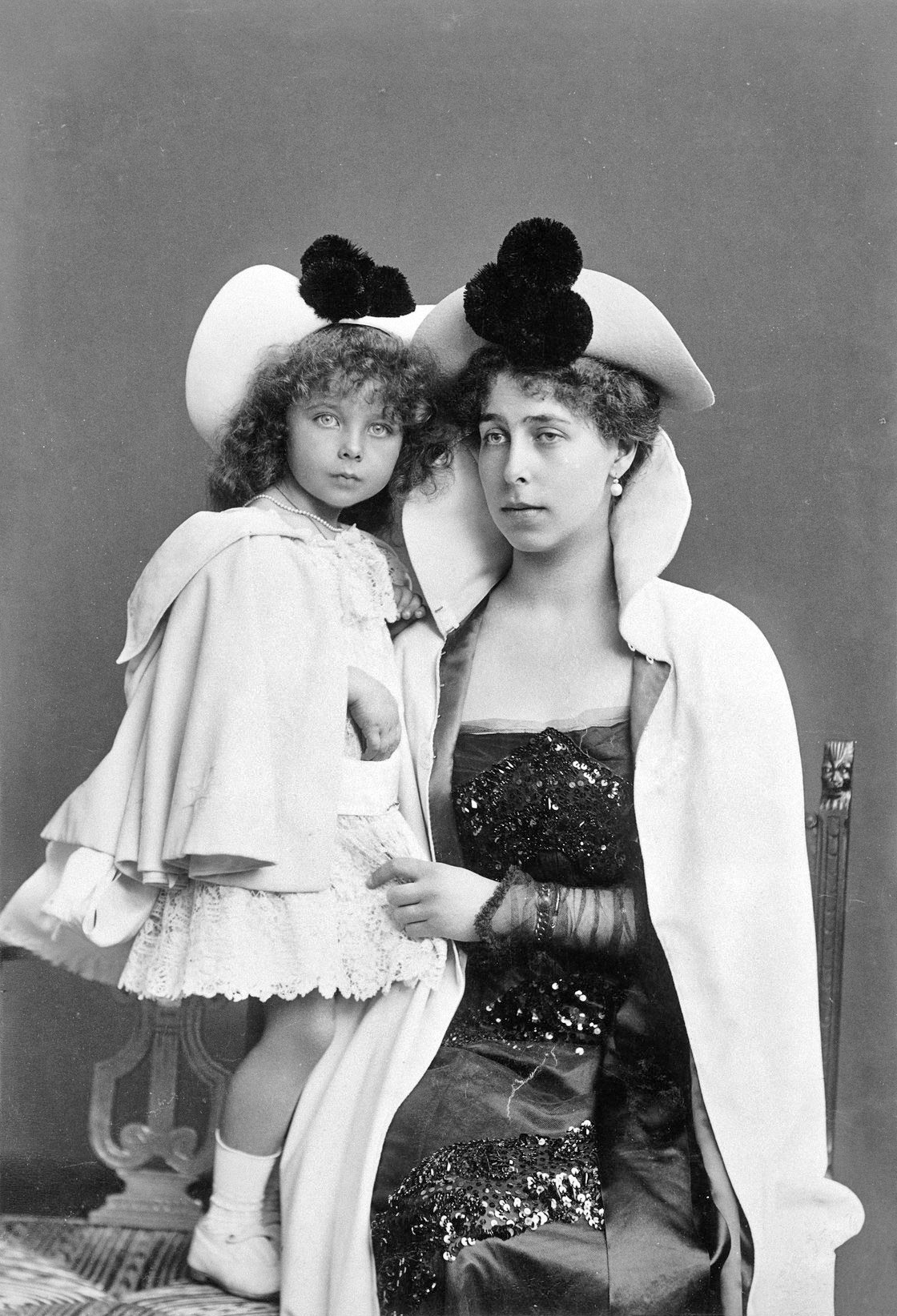
1898年、エリーザベトとヴィクトリア・メリタ

ニコライ2世の娘たちの家庭教師だったマーガレット・イーガーは、エリーザベトのことを「大きな灰青色の目と豊かな黒髪を持つ、優しくて可愛い子どもでした。顔立ちだけではなく態度も母親によく似ていました。」と述べている。また、従妹の幼いアナスタシアといる時は、まるで小さな母親のようで、幸せそうだったという。エリーザベトは従妹たちが喧嘩した時は仲裁に入り、優しく叱責することもあった。
1899年秋に従妹のオリガとタチアナと出会うと、エリーザベトはすぐに2人と仲良くなった。4歳のエリーザベトは妹が欲しくなり、タチアナかマリアのどちらかを養子にしたいと叔母アレクサンドラに熱心に頼んだこともあった。

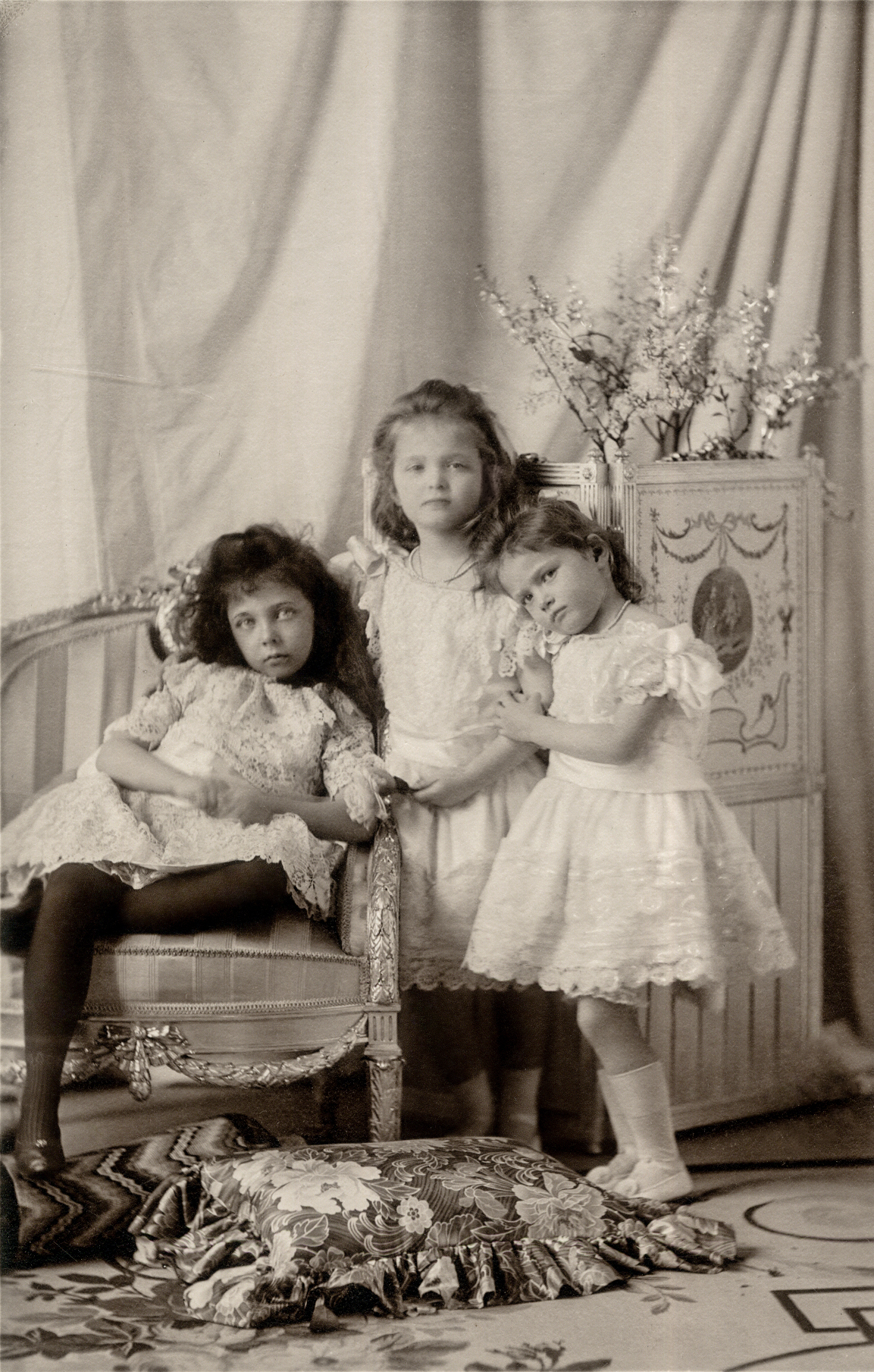
1901年、左からエリーザベト、従妹のオリガ大公女、タチアナ大公女

1901年12月、ヴィクトリア女王が亡くなると、両親は正式に離婚し、母のヴィクトリア・メリタはコーブルクへと戻った。両親の離婚後、エリーザベトは1年のうち半年ずつをダルムシュタットとコーブルクの両方で暮らした。エリーザベトは、両親の離婚に憤慨し、母親に会いにいくことを恐れていた。
1903年10月、ギリシャ王子アンドレアスと従姉アリスの結婚式がダルムシュタットで行われた。 マーガレット・イーガーはこの時のエリーザベトの様子について、「目には運命の色がいつも浮かんでいました。彼女を見て、あの大きな灰青色の目に何が見えているのか、あの子供っぽい顔にこんな悲しそうな表情を浮かべているのか、不思議に思っていました。」と述べた。
エリーザベトは、従姉アリスが結婚後は母親と離れ離れになるということを知ると、酷く悲しみ、「私は絶対に結婚しません。愛しいママと離れるわけにはいかないのです。」と言った。
結婚式が終わると、エリーザベトたちは、ヴォルフスガルテンに行き、叔母アレクサンドラ皇后が買い与えた自転車に乗り、森の中でキノコ狩りを楽しんだ。数週間後、エリーザベトは父やニコライ2世一家とポーランドのスキェルニェヴィツェに行った。エリーザベトは従妹たちと一緒に自転車に乗ったり、公園を走り回った。 ある日、エリーザベトの乳母のウィルソン嬢は、エリーザベトを真夜中に起こして部屋の窓際の席に座らせ、下のグラウンドで行われているゲームが見える様にした。この時、寝室に取り残されたオリガにエリーザベトは、「ああ、愛しいオルガ、怒らないで。あなたは何度も見ることができるけれど、私はもう二度と見ることはないわ。」と言った。

## 最期

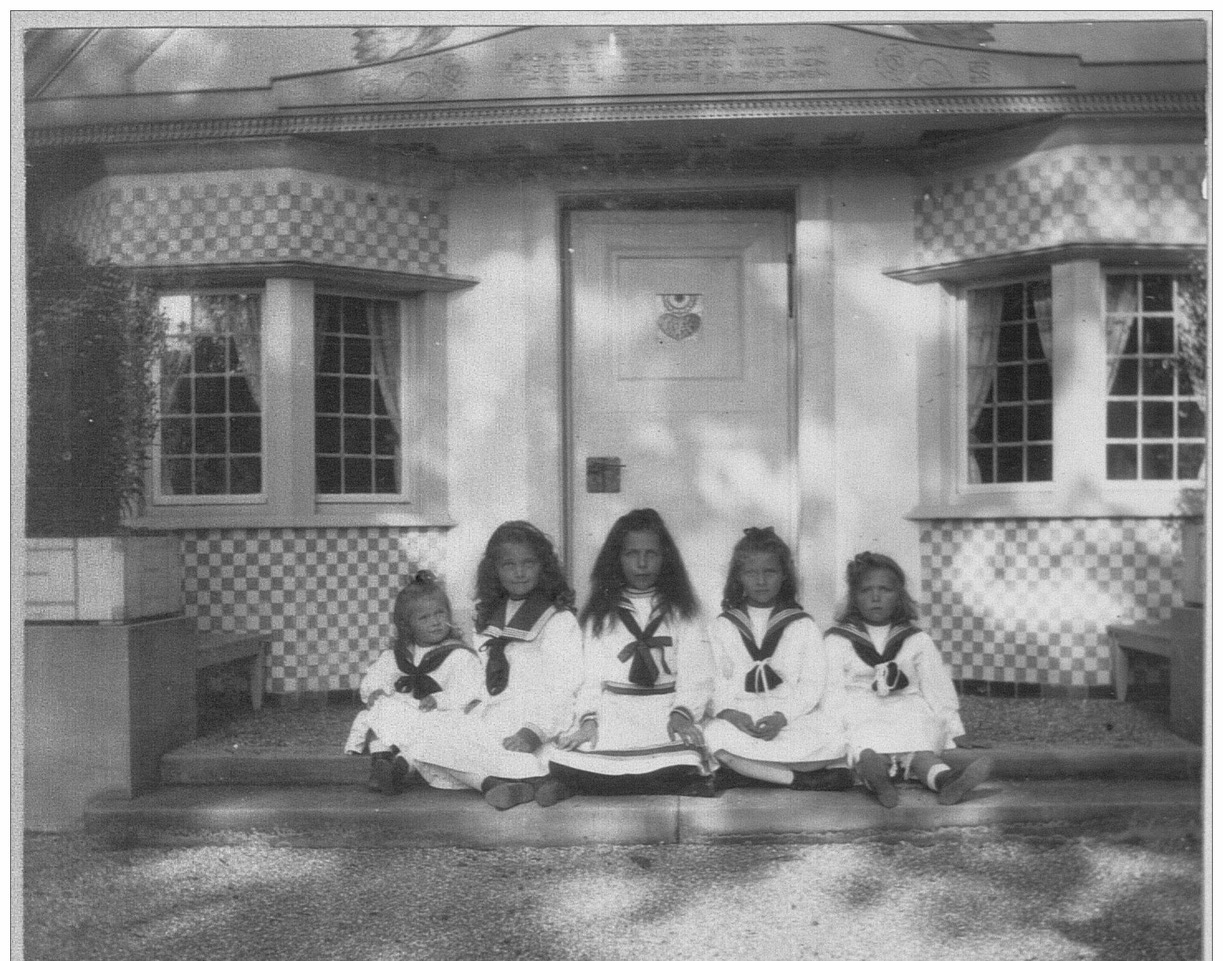
1903年、プレイハウス。左からアナスタシア、オリガ、エリーザベト、タチアナ、マリア

朝7時半頃エリーザベトは喉の痛みで目を覚まし、ウィルソン嬢に喉の痛みを訴えた。マーガレット・イーガーを通して医者が呼ばれ、喉の痛みは回復していたが、吐き気などの他の症状があったため、ベッドで休むことになった。吐き気もなく、静かに眠っていたため、回復したように思われたが、医者はエリーザベトが心不全を起こし、脈が弱いと主張し続けた。エリーザベトの体温は40℃まで上がった。 すぐにマーガレット・イーガーがエルンスト大公とアレクサンドラ皇后を呼んだが、両者ともエリーザベトが重篤な状態であると分からなかった。医者と大公の間で意見が分かれ、2人はエリーザベトのことを心配しすぎていると判断し、予定通り劇場へと向かった。
マーガレット・イーガーは、アレクサンドラ皇后に頼み、ワルシャワから専門医が呼ばれた。アレクサンドラ皇后たちが劇場から帰り、エリーザベトに会いに来た時は意識があり、話すことができたが、胸の痛みと呼吸困難を訴え、エリーザベトは半昏睡状態に陥った。 この時、幼いマリアとアナスタシアが部屋に見知らぬ男が入ってきたと叫び、恐怖で叫んだという。 マーガレット・イーガーが2人を安心させようとした時、マリアは「彼は従妹のエラの部屋に行ってしまったわ。」と言い、アナスタシアは「ああ！かわいそうな従姉のエラ、かわいそうなエリーザベト大公女！」と言った。
専門医はエリーザベトにカフェインと樟脳の注射を何度も打ったが、脈は弱いままだった。 マーガレット・イーガーやウィルソン嬢はエリーザベトが回復することを祈っていた。 しかし、エリーザベトは突然飛び起き、「死んじゃう！死んじゃう！」と叫んだ。ウィルソン嬢がエリーザベトをベッドに寝かせると、エリーザベトはマーガレット・イーガーに「ママに電報を送って、すぐに。」と頼んだ。すぐにアレクサンドラ皇后にコーブルクにいるヴィクトリア・メリタに電報を送るよう頼んだが、エリーザベトが母親との関係のことで悩んでいたこともあり、アレクサンドラ皇后は電報を送るのを遅らせた。
時間が経つにつれ、エリーザベトは衰弱していき、エリーザベトのベッドの傍で跪くウィルソン嬢にエリーザベトはキスをした。しかし、その数分後にエリーザベトは亡くなった。ヴィクトリア・メリタは最初の電報を受け取り、コーブルクを出発しようとした時、2通目の電報でエリーザベトがアナスタシアに会いたいと願った後に亡くなったということを伝えられた。
娘の突然の死に母ヴィクトリア・メリタは悲しんだが、娘を溺愛していた父エルンスト大公ほど悲しんではいなかった。遺体はドイツ人とポーランド人の医者によって解剖され、死因は腸チフスであり、12日もの間、罹患していたということが判明した。しかしエリーザベトの死は、ニコライ2世のために用意された毒入りの食事を食べたことが原因であるといった噂が飛び交ったという。

## 死後

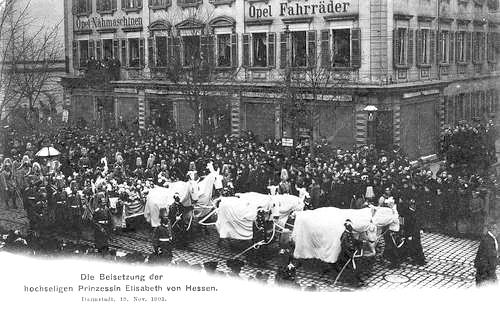

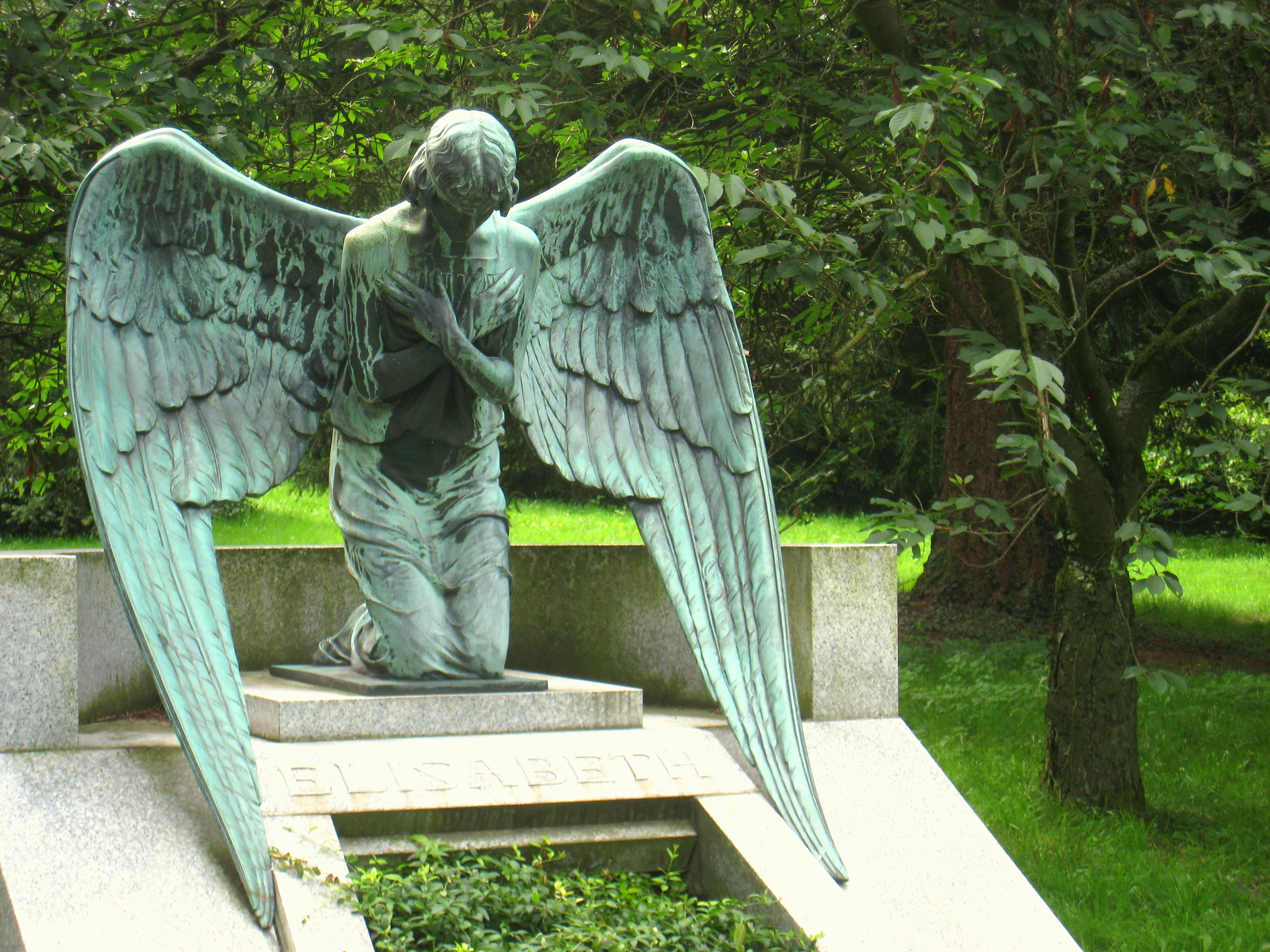
ローゼンヘーエ公園にある天使の像

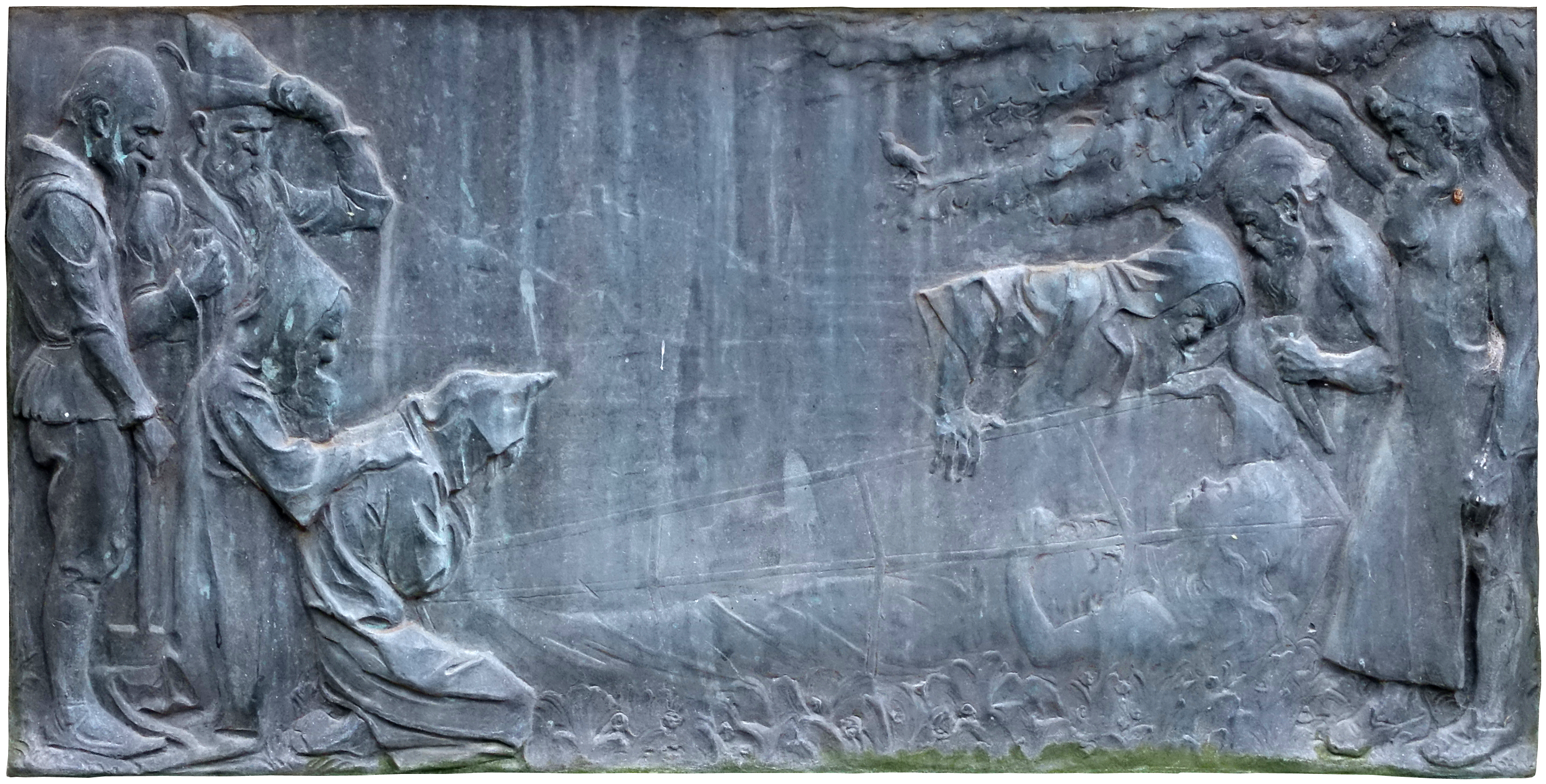
カロリーネン広場にある白雪姫のレリーフ

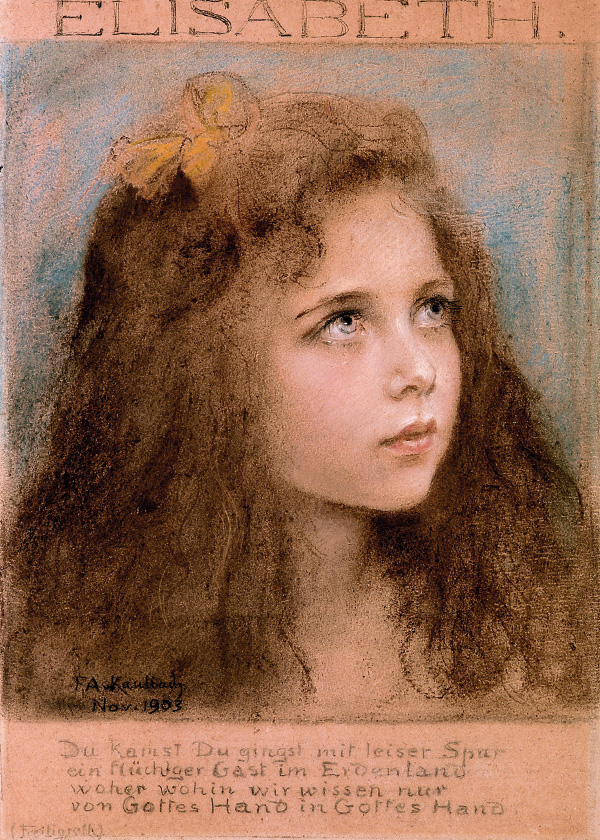
エリーザベトの死後に描かれた記念画

エリーザベトは、ヘッセン大公家の家族が埋葬されているローゼンヘーエに埋葬され、エリーザベトの墓の傍には、ルートヴィヒ・ハビッヒによって作られた天使の像が設置された。ヘルンガルテンのカロリーネン広場にはエリーザベトのメダリオン像と白雪姫のレリーフの2つが置かれている。これらは、ルートヴィヒ・ハビッヒにより作成され、1905年10月25日に記念碑の除幕式が行われた。
また、エルンスト大公は娘エリーザベトの遺品を手放すことなく、ランプに作り替えた。 このランプは「永遠の光」と呼ばれ、フランクフルト・アム・マインの宝石職人であるロベルト・コッホによって作製され、1904年に完成した。 高さ79cmのランプは、銀で装飾され、金メッキが施された。ランプには、フィリグリー細工が用いられた。ランプ本体と、ランプを支える長い鎖には、エリーザベトが使用していた様々な宝石であしらわれた。これらには、伯母エリザヴェータ・フョードロヴナと叔母アレクサンドラ皇后から送られたファベルジェのイースターエッグのペンダント32個が含まれている。

## 系図
|  |                                                         |  |  |  |  |  |  |  |  | 8. ヘッセン大公子カール |  |  |  |
|  |                                                         |  |  |  |  |  |  |  |  |                         |  |  |  |
|  |                                                         |  |  |  |  |  |  |  |  |                         |  |  |  |
|  |                                                         |  |  |  |  |  |  |  |  |                         |  |  |  |
|  | 4. ヘッセン大公ルートヴィヒ4世                          |  |  |  |  |  |  |  |  |                         |  |  |  |
|  |                                                         |  |  |  |  |  |  |  |  |                         |  |  |  |
|  |                                                         |  |  |  |  |  |  |  |  |                         |  |  |  |
|  |                                                         |  |  |  |  |  |  |  |  |                         |  |  |  |
|  | 9. プロイセン王女エリーザベト                           |  |  |  |  |  |  |  |  |                         |  |  |  |
|  |                                                         |  |  |  |  |  |  |  |  |                         |  |  |  |
|  |                                                         |  |  |  |  |  |  |  |  |                         |  |  |  |
|  |                                                         |  |  |  |  |  |  |  |  |                         |  |  |  |
|  | 2. ヘッセン大公エルンスト・ルートヴィヒ                 |  |  |  |  |  |  |  |  |                         |  |  |  |
|  |                                                         |  |  |  |  |  |  |  |  |                         |  |  |  |
|  |                                                         |  |  |  |  |  |  |  |  |                         |  |  |  |
|  |                                                         |  |  |  |  |  |  |  |  |                         |  |  |  |
|  | 10. ザクセン＝コーブルク＝ゴータ公子アルバート          |  |  |  |  |  |  |  |  |                         |  |  |  |
|  |                                                         |  |  |  |  |  |  |  |  |                         |  |  |  |
|  |                                                         |  |  |  |  |  |  |  |  |                         |  |  |  |
|  |                                                         |  |  |  |  |  |  |  |  |                         |  |  |  |
|  | 5. イギリス王女アリス                                   |  |  |  |  |  |  |  |  |                         |  |  |  |
|  |                                                         |  |  |  |  |  |  |  |  |                         |  |  |  |
|  |                                                         |  |  |  |  |  |  |  |  |                         |  |  |  |
|  |                                                         |  |  |  |  |  |  |  |  |                         |  |  |  |
|  | 11. イギリス女王ヴィクトリア                            |  |  |  |  |  |  |  |  |                         |  |  |  |
|  |                                                         |  |  |  |  |  |  |  |  |                         |  |  |  |
|  |                                                         |  |  |  |  |  |  |  |  |                         |  |  |  |
|  |                                                         |  |  |  |  |  |  |  |  |                         |  |  |  |
|  | 1.ヘッセン大公女エリーザベト                            |  |  |  |  |  |  |  |  |                         |  |  |  |
|  |                                                         |  |  |  |  |  |  |  |  |                         |  |  |  |
|  |                                                         |  |  |  |  |  |  |  |  |                         |  |  |  |
|  |                                                         |  |  |  |  |  |  |  |  |                         |  |  |  |
|  | 12. ザクセン＝コーブルク＝ゴータ公子アルバート (= 10)   |  |  |  |  |  |  |  |  |                         |  |  |  |
|  |                                                         |  |  |  |  |  |  |  |  |                         |  |  |  |
|  |                                                         |  |  |  |  |  |  |  |  |                         |  |  |  |
|  |                                                         |  |  |  |  |  |  |  |  |                         |  |  |  |
|  | 6. ザクセン＝コーブルク＝ゴータ公アルフレート           |  |  |  |  |  |  |  |  |                         |  |  |  |
|  |                                                         |  |  |  |  |  |  |  |  |                         |  |  |  |
|  |                                                         |  |  |  |  |  |  |  |  |                         |  |  |  |
|  |                                                         |  |  |  |  |  |  |  |  |                         |  |  |  |
|  | 13. イギリス女王ヴィクトリア (= 11)                     |  |  |  |  |  |  |  |  |                         |  |  |  |
|  |                                                         |  |  |  |  |  |  |  |  |                         |  |  |  |
|  |                                                         |  |  |  |  |  |  |  |  |                         |  |  |  |
|  |                                                         |  |  |  |  |  |  |  |  |                         |  |  |  |
|  | 3. ザクセン＝コーブルク＝ゴータ公女ヴィクトリア・メリタ |  |  |  |  |  |  |  |  |                         |  |  |  |
|  |                                                         |  |  |  |  |  |  |  |  |                         |  |  |  |
|  |                                                         |  |  |  |  |  |  |  |  |                         |  |  |  |
|  |                                                         |  |  |  |  |  |  |  |  |                         |  |  |  |
|  | 14. ロシア皇帝アレクサンドル2世                         |  |  |  |  |  |  |  |  |                         |  |  |  |
|  |                                                         |  |  |  |  |  |  |  |  |                         |  |  |  |
|  |                                                         |  |  |  |  |  |  |  |  |                         |  |  |  |
|  |                                                         |  |  |  |  |  |  |  |  |                         |  |  |  |
|  | 7. ロシア大公女マリア・アレクサンドロヴナ               |  |  |  |  |  |  |  |  |                         |  |  |  |
|  |                                                         |  |  |  |  |  |  |  |  |                         |  |  |  |
|  |                                                         |  |  |  |  |  |  |  |  |                         |  |  |  |
|  |                                                         |  |  |  |  |  |  |  |  |                         |  |  |  |
|  | 15. ヘッセン大公女マリー                                |  |  |  |  |  |  |  |  |                         |  |  |  |
|  |                                                         |  |  |  |  |  |  |  |  |                         |  |  |  |
|  |                                                         |  |  |  |  |  |  |  |  |                         |  |  |  |